# 车田镇
车田镇是中国广东省河源市龙川县下辖的一个镇，位于龙川县的东北部。全镇总面积312.02平方公里，总人口约6万人。该镇的特产有特产有车田豆腐、车田米酒、车田花生等。

## 行政区划
车田镇下辖2个社区23个村：
- 社区：车田社区、郑马社区；
- 村：车田村、叶塘村、大同村、园塘村、赤木村、学且村、嶂石村、官天岭村、共和村、马且村、连塘村、四联村、樟州村、教丰村、郑马村、郑里村、丰石村、石下村、黄埠村、径光村、汤湖村、郭岭村、增坑村。